# Haselsteig
Haselsteig (früher auch Häselsteig) ist ein Gemeindeteil von Miesbach auf der Gemarkung Wies im oberbayerischen Landkreis Miesbach.

## Ortsbeschreibung
Die Einöde Haselsteig liegt oberhalb des Mangfalltals 2,5 km nordwestlich des Miesbacher Bahnhofsplatzes. 

## Urkundliche Erwähnung
Maurus, der Abt des Klosters Tegernsee, bestätigte am 23. November 1489, nachdem Wolf von Maxlrain zu Wallenburg ihm einen Brief zur notariellen Beglaubigung vorgelegt hatte, dass Peter Rydler, der Probst des Klosters Schliersee dem Friedrich Küpferlein und dessen Verwandten das Gut Haselsteig (Häſelſteig) im Gerichtsbezirk Wallenburg als Leibgeding übergeben habe.

## Bevölkerungsentwicklung
Um 1871 lebten in Haselsteig vier Einwohner. Im Mai 1987 gab es nach einem vorübergehenden Anstieg auf 21 Einwohner um 1950 noch fünf Einwohner in einem Haus.
| Jahr      | 1871 | 1925 | 1950 | 1970 | 1987 |
| Einwohner | 4    | 18   | 21   | 8    | 5    |